# Харамінський Віктор Володимирович
Віктор Володимирович Харамінський (14 березня 1956, Київ) — український дипломат. Тимчасовий повірений у справах України в Республіці Куба (2005). Тимчасовий повірений у справах України в Республіці Перу (2009–2013).

## Біографія
Народився 14 березня 1956 року в Києві. У 1978 році закінчив Київський державний університет ім. Т.Шевченка, романо-германські мови та література. Володіє іноземними мовами: іспанська, російська, португальська, англійська.
10.1996 — 05.1997 — другий секретар відділу країн Центральної та Південної Америки Управління країн Європи та Америки МЗС України.
05.1997 — 01.2001 — другий, перший секретар Посольства України в Аргентинській Республіці
01.2001 — 08.2002 — перший секретар відділу країн Латинської Америки IV Територіального Управління МЗС України
08.2002 — 07.2006 — перший секретар, радник Посольства України в Республіці Куба.
04.2005 — 12.2005 — Тимчасовий повірений у справах України в Республіці Куба.
09.2006 — 11.2007 — радник другого західноєвропейського відділу Другого територіального департаменту МЗС України
11.2007 — 04.2009 — начальник другого західноєвропейського відділу Другого територіального департаменту Міністерства закордонних справ України.
04.2009 — 01.2013 — Тимчасовий повірений у справах України в Республіці Перу.
2016 — перший секретар Посольства України в Королівстві Іспанія